# Elaeagnus indica
Elaeagnus indica är en havtornsväxtart som beskrevs av Serv.. Elaeagnus indica ingår i släktet silverbuskar, och familjen havtornsväxter. Inga underarter finns listade i Catalogue of Life.